# Barranc de les Llaünes
El Barranc de les Llaünes és un barranc de l'antic terme d'Espluga de Serra, de l'Alta Ribagorça, actualment inclòs en el terme municipal de Tremp, al Pallars Jussà.
Es forma al vessant sud-oest de lo Tossal, a les Llaünes, per la unió del barranc de Mirabella i d'altres barrancs que procedeixen dels vessants de lo Tossal. Des d'aquest lloc davalla cap al sud-oest per tal d'abocar-se en el barranc d'Alfonsa.